# João Gilberto
João Gilberto, teljes nevén: João Gilberto Prado Pereira de Oliveira, (Juazeiro, 1931. június 10. – 2019. július 6.) kétszeres Grammy-díjas brazil énekes, gitáros. Ő alkotta meg Antônio Carlos Jobim mellett a bossa nova alapjait, őt tekintik ma a bossa nova „atyjának”.

## Pályafutása
A Bahia államban lévő Juazeiro nevű faluban született, ahol João már korán elkezdett érdeklődni a zene iránt, 14 évesen kapott egy gitárt, amin gyakran játszott. Egy évvel később csatlakozott egy iskolai bandához, ami főleg ünnepségeken és esküvőkön játszott a térségben.
18 éves korában Salvador da Bahiába költözött, ahol a rádió tehetségkutató műsorában vett részt, majd 1950-ben tagja lett a Garotos da Lua nevű együttesnek, ami naponta játszott egy adásban Rio de Janeiróban, azonban a banda megbízhatatlansága miatt – gyakran késtek vagy nem mentek el a megbeszélt időpontra – egy év után nem szerepelhettek. 
Ezután elhagyta Rio-t és Porto Alegrebe költözött, majd a különböző éjszakai szórakozóhelyeken aratott sikerei után, több hónapra Minas Gerais államba ment el, a rokonaihoz. Itt fedezett fel egy új hangzást: a gitár mellé már a szamba ritmusát használta. Visszatérve Rio de Janeiróba 1959-ben készítette el debütáló lemezét: Chega de Saudade címmel.
A többi bossa nova zenésszel együtt 1962-ben utaztak el először az Egyesült Államokba, 1963-ban New Yorkba települtek feleségével Asturd Gilbertoval és Jobimmal együtt. 1964-ben adta ki a The Girl from Ipanema lemezét, amivel a világ megismerte a bossa novát.
João Gilberto 1980 után tért vissza Brazíliába. Feleségével, Asturddal közben 1964-ben elváltak. 1965-ben feleségül vette az énekesnő Miúchát, akitől 1966-ban született lánya: Bebel Gilberto, aki szintén énekesnő lett.

## Lemezei
- 1959 – Chega de Saudade
- 1960 – O Amor, o Sorriso e a Flor
- 1961 – João Gilberto
- 1962 – The Boss of the Bossa Nova
- 1963 – The Warm World of João Gilberto
- 1964 – Getz/Gilberto
- 1965 – Herbie Mann & João Gilberto
- 1974 – João Gilberto en Mexico
- 1976 – Best of Two Worlds
- 1977 – Amoroso
- 1981 – Brasil
- 1986 – João Gilberto Live in Montreux
- 1991 – João
- 1992 – Desafinado
- 1994 – Eu sei que vou te amar
- 2000 – João Voz e Violão
- 2002 – Live at Umbria Jazz
- 2004 – João Gilberto in Tokyo
- 2008 – João Gilberto for Tokyo
- 2015 – Um encontro no Au bon gourmet
- 2015 – Selections from Getz/Gilberto 76
- 2016 – Getz/Gilberto 76